# أرشيبالد إتش غيليسبي
أرشيبالد إتش غيليسبي (بالإنجليزية: Archibald H. Gillespie)‏ هو ضابط أمريكي، ولد في 14 أغسطس 1810 في نيويورك في الولايات المتحدة، وتوفي في 16 أغسطس 1873 في سان فرانسيسكو في الولايات المتحدة.